# 友田彩也香
友田 彩也香（ともだ あやか、1988年〈昭和63年〉9月14日 - ）は、日本のAV女優、歌手で、アイドルユニット・OFA☆21、SOD国民的アイドルユニット、PINKEY、ミリオンガールズZ、恵比寿マスカッツの元メンバー。東京都出身、Diaz Group所属。

## 略歴

### AVデビューからmillion専属時代
2009年10月、kawaii*からAVデビュー。2010年3月、MOODYZへ移籍。同年12月以降、企画・企画単体女優として活動。
2011年6月、セクシータレントが結成した音楽ユニット「OFA☆21（One For All Twenty-One）」の二期生として追加加入。
2012年5月26日、SOD(ソフト・オン・デマンド)国民的アイドルユニット第二章・選抜総選挙2012にて1274万2935票を獲得し1位となる。
2012年8月22日、セクシーアイドルによるユニットPINKEY（ピンキー）にてシングル「LOVE BEAT」でCDデビュー。
2014年7月、セガのゲーム「龍が如く」のキャラクター出演をかけたセクシー女優人気投票にエントリーし、7位に選出され「龍が如く0 誓いの場所」への出演権を獲得した。
2015年1月30日、秋葉原「Twin Box Garage」にてファイナルライブを行いPINKEYを卒業。
2015年2月24日、KMPカンファレンス2015でミリオンガールズZへの加入とパフォーマンスを披露。4月以降million専属となる。
2014年からピンク映画に出演し、2015年4月9日には、第27回ピンク大賞にて主演女優賞を受賞。演技が評価され始め、演技力の高さやストイックさで定評が付き始める。
2016年10月1日より、デビュー当時から所属していた事務所「At Honeys」を離れ、「LANTANA」に移籍した事を発表した。2016年12月24日、million専属およびミリオンガールズZを卒業。

### アタッカーズ専属女優以降
2017年4月より、アタッカーズ専属となる。また、会社統合により所属事務所がLANTANAからディアスグループ所属となる。
2017年6月8日から6月11日、TAE(Taiwan Adult Expo)台灣成人博覽會に出演。以降、台湾での人気が高まり定期的にオファーがかかるようになり、後述のニックネームで呼ばれるようになる。
2017年8月より、MARRION（マリオン）初の専属女優となる。
2018年4月5日～4月8日、香港18+CENTRAL(香港首個成人展)に出演。
2018年4月29日、フェチ博覧会&即売会「フェチフェス13」にMARRION×トイズハートブースで若月まりあと共に初参加、2019年1月27日「フェチフェス15」はマックス・エー＆トイズハートブースのマックス・エー側売り子として出演。2018年6月、台湾の雑誌JKF 6月号にて表紙となる。
2018年6月6日、8月よりマックス・エー（MAX-A）専属になる事が発表。
2018年6月29日、恵比寿マスカッツ1.5に研修生として加入が決定。2018年8月24日、恵比寿マスカッツ正式メンバーに昇格。バラエティ対応能力が評価され始める。
2018年8月3日～8月5日、TRE(TAIPEI RED EXPO)台北国際成人展に出演。
2018年11月27日、スカパー!アダルト放送大賞2019女優賞チェリーボムHD(ch.947)代表としてノミネート。2019年3月12日、スカパー!アダルト放送大賞2019にて『First Contact EROいい女のEROいいSEX』で作品賞を受賞。
2019年12月、FALENOへ移籍し、同レーベル専属女優となる。
2021年2月14日、3月よりFALENOが新設するお姉さん系レーベルDAHLIA(ダリア)に移籍することを発表。同年12月6日、恵比寿マスカッツオンラインライブ『年末なので全部歌わせて頂きマスカッツ』にてグループ卒業を発表。
2024年1月14日、DAHLIA専属卒業し9年ぶりに企画単体女優として活動していく事を発表。同年3月18日週FANZA通販フロアランキングにて、『キュートな彼女と1日SEXデート 友田彩也香』（h.m.p）が初登場5位となる。

## 人物・略歴
趣味はプロレス観戦。特にプロレス団体「DRAGON_GATE」の大ファンであり、各地を遠征する程である。特技はバドミントン。好きな食べ物は白米、焼き肉（ホルモン）、ラーメン、焼きそば、苦手な食べ物は鰻（幼少期に骨が刺さったとの事）。
香港の歌手、謝安琪（ケイ・ツェ）との容貌の類似性から、香港において“AV謝安琪”や“暗黑謝安琪”の愛称がある。
2018年のマスカッツ加入以降はアドリブ対応力や、黒の紙パンツ着用を公表するなどの外聞を気にしないリアクションでネットバラエティ番組を中心にオチ担当としても活動。『聖ファレノ女学院』では「姉さん」の呼称で呼ばれるなど、デビュー時期には見られなかった分野でも評価されている。

## 作品

### アダルトビデオ
- 新人!kawaii*専属デビュ→垂れ目がキュートな可憐少女♪  友田彩也香（10月25日 (DVD)、11月1日 (BD)、kawaii*）
- 酔うとキス魔になっちゃうの。友田彩也香 （11月25日、kawaii*）
- 学校でセックchu♡ 友田彩也香 （12月25日、kawaii*）

- LOVE♡ドッピュン!! メガ顔射スペシャル! 友田彩也香（1月25日、kawaii*）
- フェラが自慢の僕の恋人 友田彩也香（4月1日、MOODYZ）
- 嫌がる友田彩也香 × 悦ぶキモ男 〜嘘の撮影を組んでキモ男のオモチャにさせる〜（5月1日、MOODYZ）
- クラスで一番精子が似合う友田彩也香にぶっかける! （6月13日、MOODYZ）
- 初剃り 友田彩也香（7月13日、MOODYZ）
- ミスキャンパス物語 藤本リーナ 友田彩也香 若葉くるみ 桐原エリカ（8月13日、MOODYZ）
- W真性中出し4時間 若葉くるみ 友田彩也香（10月13日、MOODYZ）
- 決意の初ゴックン 友田彩也香（11月11日、MOODYZ）
- ハメlog、現役女子大生、ダマ撮りライフ!! ダマ撮り、ヤリ逃げ。（12月2日、プレステージ）
- 流出映像 不況にあえぐキャバ嬢たちは枕営業しているのか?（12月10日、S級素人）
- おしゃれ女子 04 友田彩也香（12月16日、プレステージ）
- 人気投票で選抜されたTop3による国民的アイドルユニット結成デビュー 朝田ばなな 琥珀うた 友田彩也香（12月23日、SODクリエイト）

- 働くお姉さんのアフター 3 友田彩也香 （1月13日、プレステージ）
- 私、中出しされました。専業主婦コレクション 4時間 （1月14日、メディアステーション）
- 現役キャバ嬢がドレスを脱いだとき…4時間 3 秘密の枕営業編 （1月14日、BAZOOKA）
- A○B4○ 妄想レイプ  星山里穂 朝田ばなな 友田彩也香（1月15日、ワンズファクトリー）
- 男子の格好をしているオンナのコは好きですか? 4 （1月20日、SODクリエイト）
- 素人若妻ナンパ中出し EVOLUTION 4時間 13 （1月28日、おかず。）
- ハリガタチ○ポ造形師の女 （2月19日、SODクリエイト）
- メッタ挿し バイブオナニー （3月1日、ワンズファクトリー）
- 素人芸能生中出し 素人エヴァ生中出し 破2.0 真希波・●リ・イラストリアス （3月15日、素人Only プラム）
- 中出し痴漢地獄 W 大石のぞみ 友田彩也香 （3月19日、SODクリエイト）
- 女デカ 中出し20連発 友田彩也香 （3月19日、アイエナジー）
- 拉致輪姦された女子大生 あやか -生意気過ぎた代償-（4月5日、プレステージ）
- スーパーデジタルモザイク AYAKA あなたの願いを叶えてあげる… （4月7日、桃太郎映像出版）
- ブサメンと付き合う超カワイイギャルは顔よりチ○ポで男を選んでいるので、女性に声を掛ける勇気が無い冴えない僕も勃起チ○ポでアピールしたらヤレるのか!?（4月7日、GARCON）
- 生中出し新入女子社員 14 （4月8日、BAZOOKA）
- Tokyo素人女子大生 4時間 MAXIMUM 5 （4月8日、BAZOOKA）
- 義理の姉が、なんと超ギャルでギャルの友達と僕を性的にいじめるんです。（5月7日、GARCON）
- 団地妻の憂い 友田彩也香 （5月7日、アイエナジー）
- 国民的アイドルユニット? 全裸ライブコンサート 朝倉ことみ 琥珀うた 友田彩也香 （5月19日、SODクリエイト）
- ギャルとルームシェア!! 普通に口説いても相手にされないのでルームシェアのギャルを募集!!いい人を装ってプライベートに侵入したらヤレるのか? Vol.04（6月4日、GARCON）
- ガン黒ギャルVS美白ギャル 極限陵辱レイプバトルロイヤル!!（6月4日、GARCON）
- kawaii*2010年の全作品見せちゃいます。 （6月25日、kawaii*）
- 毎朝、通勤電車で目が合いまくる!!即勃起してしまうくらい超絶美系なギャルを尾行してみたら、加齢臭オヤジに声をかけられて欲情してしまうようなドスケベだったので、冴えないダメダメな僕も思い切って   声をかけてみた!!!（7月7日、GARCON）
- 国民的アイドル 板○友○ 衝撃ソロデビュー!! 友田彩也香 （7月21日、SODクリエイト）
- すぐに破れるコンドーム×友田彩也香（7月22日、EROTICA）
- 母と娘の身体が入れ替わっちゃった! 友田彩也香・北条麻妃 （8月6日、アイエナジー）
- 久しぶりに再会したイモ同級生がみんな超カワイイギャルになっていたので一緒に夏祭りに行くことに。エロい浴衣姿に熱くなる股間を隠そうとすると、吐息をもらし体を密着させてきた。（8月6日、GARCON）
- kira☆kira BLACK GAL SPECIAL YUKATA GALS SPECIAL 〜ノーパン浴衣で激烈大乱交〜 （8月19日、kira☆kira）
- BLACKギャル VS WHITEギャル タイマンレズFIGHT! ROUND3 泉麻那 友田彩也香 （8月20日、DEEP'S）
- 超絶美人彼女 ヤリカノ 02 あやかちゃん （8月20日、SODクリエイト）
- 激似!選抜!芸能人レズ 2nd 前○敦○×板○友○×渡○麻○×小○陽○ 〜マジレズ学園Everyday、チューしようぜ!〜 琥珀うた 友田彩也香 愛音麻友 中山陽菜 （9月8日、DEEP'S）
- 黒ギャルVS白ギャル完全マジギレ!!レズキャットファイト対決!!（9月8日、GARCON）
- SOFT ON DEMAND 芸能人 超激似!! 16人大集合 SP作品集 （9月8日、SODクリエイト）
- 擦り付けオナペット 友田彩也香 （9月22日、ATOM）
- 不倫溺愛録 Venus.004 （9月23日、ONE DA FULL）
- 下着を盗もうと忍び込んだら、中では美女がオナニーしていた 友田彩也香（9月23日、EROTICA）
- 友田彩也香 × 桐原あずさ 美の共演 美しく淫らなラブラブフェティッシュレズビアン（10月6日、GARCON）
- 超激似!!国民的アイドルユニット とってもHで恥ずかしいネ申バラエティAV‘SODINGO’全員集合スペシャル 椎名ひかる、橘美穂、朝倉ことみ、友田彩也香、琥珀うた、朝田ばなな （10月6日、SODクリエイト）
- 超激似!!国民的アイドルユニット とってもHで恥ずかしいネ申バラエティAV‘SODINGO’全員集合スペシャル 椎名ひかる、橘美穂、朝倉ことみ、友田彩也香、朝田ばなな、琥珀うた （10月9日、SODクリエイト）
- 世界で一番大きなチンポを持つ男のSEX 琥珀うた、椎名ひかる、朝田ばなな、友田彩也香 （10月19日、ROOKIE）
- 超激似!!国民的アイドルユニット 選抜メンバー総出演!!ネ申アイドルたちがチ○ポ取り合い、奪い合い夢の大乱交SP 琥珀うた、朝田ばなな、橘美穂、友田彩也香、椎名ひかる、朝倉ことみ （11月5日、SODクリエイト）
- 絶対に手を出してはいけない相手が夜這いしてきた… さてどうする?（11月5日、AKNR）
- 彼氏無しのギャル達は、酔って目が合い少しカラダに触れただけでうっとりしたマ○コが熱くなり紅潮した顔を近づけチ○ポをねだる。（12月8日、GARCON）
- 猥褻レズビアン 3 友田彩也香 琥珀うた （12月13日、U&K）
- 「このオンナ、最上級。」 01 Ayaka（12月22日、プレステージ）
- ヴァージンロード 03 Ayaka（12月23日、ワンダフル）

- 秘書in… [脅迫スイートルーム] Secretary Ayaka (26)（1月15日、ドリームチケット）
- 美麗痴女看守施設（1月20日、NEXT GROUP）
- もしも国民的アイドルのメンバー・板●友美ちゃんでドリシャッ!!がヤレたとしたら…と仮定して（2月5日、ワープエンタテインメント）
- The Room ｢W｣ 羨望のM男ハーレムへようこそ 3 栗林里莉 友田彩也香（2月5日、FUTURE）
- 美人姉妹の禁忌（いけない）レズ愛 純粋な妹が強く優しい姉に向ける真っ直ぐな純愛 友田彩也香 みづなれい（2月8日、GARCON）
- 契約違反（2月17日、GLAY'z）
- 彼氏の友達にコッソリ逆夜這い（3月1日、グローリークエスト）
- 二人きりの温泉旅行（4月1日、S-Cute）
- 露天風呂でのぼせている女がいた…。頭では介抱したいと思うが股間はヤリたい! さあどうする?（4月5日、AKNR）
- ツン顔でイキガマンするオンナ教師（4月20日、ワープエンタテインメント）
- 花魁撫子でありんす 花魁1号（4月27日、ワンダフル）
- 女吸血鬼 白濁調教（4月27日、GIGA）
- 孕ませ中出し例大祭 第二章（5月25日、CMP）
- アスリート×ファン感謝祭 国民的アイドル友田彩也香が全国大会出場経験のあるバドミントンでユーザー様と真剣5番勝負（6月7日、SODクリエイト）
- 巨乳OL凌辱 強制中出し 某都内金融会社受付 Eカップ彩也香23歳（6月19日、姦乱者）
- 声NG!どんな場所でも、人がどんなに居ても、感じた声を絶対に出してはイケナイ指令に友田彩也香のアソコはマン汁でビチョビチョになっている!（6月21日、グローリークエスト）
- ASYLUM（6月22日、MAD）
- スーパーヒロインレイプハンター ネクストピンク（6月22日、GIGA）
- 真夏のSEX ON THE BEACH 海の家で働くねーちゃんとこっそりやっちゃった俺（7月19日、AKNR）
- 超選抜!! 国民的アイドルに南国で何度も中出ししよう 2♡ 235分スペシャル～わたしたちと赤ちゃん作らない…?～（8月9日、SODクリエイト）
- 強制自慰アクメin… 非公開テープ 密室マンズリ玩具調教（8月10日、ドリームチケット）
- 可愛い女子校生ギャルカップル 濃厚な体液まみれのラブラブレズビアン（9月6日、GARCON）
- 友田彩也香の悩殺!!パンチラ☆症候群 〜パンチラだけじゃ我慢できない!?〜（9月25日、アロマ企画）
- 潮吹きJKは小悪魔ビッチ あやか（9月26日、ラマ）
- 美人で可愛い友達のお姉さんにイジメられて何度も射精させられた。（10月5日、フリーダム）
- 最強白ギャル伝説 プレミアムBEST（10月6日、GARCON）※単体ベスト
- 生強姦ザーメン真正中出し 6 （A○B!!と○ちんのファンに勘違いされ監禁中出しされてしまう女子大生）（10月25日、ハヤブサ）
- 美人ランナー陵辱中出し（10月25日、サムシング）
- 21世紀 セックス・レボリューション vol.1 愛しのマッド・サイエンティスト 猟奇的な女科学者 AYAKA（11月1日、MOTHERS ENTERTAINMENT PICTURES）
- ニーソックス女子○生 放課後電気あんま倶楽部（11月22日、KEU）
- HEROINE INSULT 最強の敵ウルギアスVSスーパーヒロインズ（11月23日、GIGA）
- マイティーガール 討伐・フェチ・凌辱（11月23日、GIGA）
- HYPER DELICIOUS AWABI VOL.8（11月25日、BabyEntertainment）
- スーパーヒロインドミネーション地獄 天聖戦隊フェザーピンク編（12月14日、GIGA）

- 激ヤバ強めギャル vs 超絶鬼カワギャルが激しく時に美しくせめぎ合うガチエロレズバトル!!（1月10日、GARCON）
- GARCONファン感謝祭 可愛さ最強ギャル軍団と行く!! ギラツキMAX素人男性サン限定 温泉バスツアー!!! VOL.3（1月10日、GARCON）
- ALIEN VS SL&MI（1月11日、GIGA）
- 中年好きの若妻は旦那に内緒で極太チ○ポを食わえ続け涙目で嗚咽しながらも潮を吹きまくった 友田彩也香（2月7日、ヒビノ）
- ヤンキー姉さんは好きですか? 友田彩也香 参上!（9月20日、RADIX）
- 彼女の姉貴とイケナイ関係 希志あいの（10月19日、アイデアポケット）※主演は希志あいの。友田は彼女（妹）役で出演。
- 欲求不満の人妻が通う性感オイルエステ（10月24日、タカラ映像）
- 全身バキュームフェラチオ 私のエッチなしゃぶり方（11月22日、TOY GIRL）
- 戦闘員武勇伝自慢（12月27日、GIGA）
- 尻伝説 友田彩也香（12月30日、実録出版）

- 結婚式前に写真スタジオで撮影するカップルの新郎が待つ隣で新婦を寝取りレイプ（1月1日、変態紳士倶楽部）
- 洗ってないマ○コをクラスメイトの男子に嫌と言うほど舐めさせる騎乗位好きの肉食ギャルJK!!（1月9日、GARCON）
- 友田彩也香の凄テクを我慢できれば生★中出しSEX!（3月1日、ワンズファクトリー）
- 究極のシチュエーション! エステ専門学校に入学したら男は僕1人で授業で女子に触り・触られまくる夢のような毎日!（3月6日、Hunter）
- スーパーヒロイン絶体絶命 49 美○女戦士セーラーエルメス編（3月14日、GIGA）
- 超極悪ギャルチ○ポ放尿制裁!!（4月10日、GARCON）
- オナクラ淫語パラダイス（4月11日、BAZOOKA）
- 癒らし。 VOL.97 友田彩也香（4月18日、アウダースジャパン）
- マジック & パズル バルキリーエンジェル（4月25日、GIGA）
- 深夜夜行バス ゲリラ露出 友田彩也香（5月20日、RADIX）
- 部下と出張先のホテルで相部屋になってしまった… さてどうする?（6月5日、AKNR）
- Wペニバンに犯されたい 贅沢なM男の欲望（7月5日、FUTURE）
- ジャスティデザーター（7月25日、GIGA）
- 友田彩也香さんのMペットになりたい!（7月26日、ラッシュ）
- 淫らな言葉ぶっかけてあげるわ官能淫語プレイ 友田彩也香（8月15日、ジャネス
- 牝汁レズビアン 友田彩也香（9月20日、RADIX）
- 路線バス、銭湯、映画館、駐輪場 断りきれない極上女を失禁するまで感じさせろ 痴漢OK娘 レズスペシャル 6（10月9日、ナチュラルハイ）
- サラリーマンに人気の秘湯温泉宿で働くピンクコンパニオンはワケアリなのか!! 生本番が出来るというウワサは本当なのか!? 検証してみた!! 2（10月24日、SCOOP）
- 変態M男淫語責め（10月25日、FUTURE）
- 巷で噂のM男専用風俗ビルに潜入。スケベ言葉でカチカチに勃起した僕のチ○ポを寸止め焦らしでイカせてくれるお姉様。本当にヤラせてくれる店はどこだ!! 2 友田彩也香（11月5日、FUTURE）
- 媚薬中毒女子○生（11月8日、アパッチ）
- 金髪家庭教師（11月20日、RADIX）
- 職業別パンスト痴女性感 2 友田彩也香（12月25日、ジャネス）

- うまのりロデオ騎乗位でザーメンを絞りとる淫乱痴女 Part2（1月9日、BAZOOKA）
- センズリ用 美少女がエロポーズでま○こと尻穴を惜しみ無く広げ見せつけ挑発してくるDVD Part4（1月13日、アロマ企画）
- 未体験快楽ゾーン 男の潮吹きオーガズム 2（1月20日、ジャネス）
- 飛び出せ精子! AV男優オーディション 男優適応テスト付き 友田彩也香 朝倉ことみ（1月20日、RADIX）
- 激☆足コキ 美脚でM男汁の生搾り 2（1月30日、FUTURE）
- マブダチとレズれ! 友田彩也香 朝倉ことみ（2月19日、レズれ!）
- 尽きない快楽、愛液にまみれて。 友田彩也香（2月19日、TEPPAN）
- 欲求不満な人妻に胸チラやパンチラで誘惑されて勃起した僕。絶対に手を出してはいけない相手だけど、奥さんは旦那の留守中にこっそり挿入させてくれて僕のザーメンを搾り取ってくれました!（3月8日、GOSSIP）
- SOD女子社員・阿部美希がカラダを張ってペニバンプレイを習得! ～AV女優・友田彩也香との猛特訓で、最後は身に付けたペニバンでクリトリスと同じくらいのオーガズムを味わえるカラダになっちゃいました♡～（3月19日、SODクリエイト）
- ペニバン逆アナルSEX（3月25日、FUTURE）
- 萌え系エロティシズム 美○女ニーハイGIRL（3月25日、ジャネス）
- どうしても旦那のチ○ポだけでは満足できない若妻たち。パンティを濡らしながら僕の勃起チ○ポを頬張り、バキュームフェラでザーメンを最後の1滴まで搾り取られキン○マ空っぽにされちゃいました!（4月5日、ジャネス）
- Surprise! あの「ともちん」がミリオン専属女優になっちゃいました（4月10日、Million）※Blu-ray版同時発売
- 生殺しパニック射精 あなたのザーメン、私がコントロールしてあげるわ（4月15日、ジャネス）
- エッチするフォーチュン友ちん 友田彩也香16時間（4月19日、ROOKIE）※単体ベスト
- Best of 友田彩也香（5月2日、アウダースジャパン）※単体ベスト
- 友田彩也香のファン感謝祭 ともちんがHしちゃうぞ大作戦!（5月8日、Million）
- イカサレ4時間スペシャル（6月12日、Million）
- 新生!ミリオンガールズZがスゴイ!（6月12日、Million）
- 自己犠牲レイプ 堕ちた女社長（7月10日、Million）
- kira☆kira BEST 友田彩也香スペシャル8時間（7月19日、kira☆kira）※単体ベスト
- 潜入捜査官 友田彩也香（8月14日、Million）
- 若妻催眠調教 ～夫の目の前で犯される美人妻～（9月11日、Million）
- 桜井あゆと友田彩也香のダブルドリーム（9月11日、Million）
- 友田彩也香 レズれ!プレミアムBEST8時間（9月19日、レズれ!）※単体ベスト
- Best of 友田彩也香 part2 （10月2日、アウダースジャパン）※単体ベスト
- 緊縛令嬢 友田彩也香（10月9日、Million）
- イカセ4時間スペシャル 友田彩也香（11月13日、Million）
- お義母様は真性レズビアン!夫に相手にされず少し暇を持て余す専業主婦（ノンケ）の私はいつも欲求不満!姑に触られるだけでもオマ○コが疼いて濡れてしまうんです 北条麻妃 友田彩也香（11月30日、ジャネス）
- 働くお姉さんの蒸れたパンスト美脚、ナイロンの質感にそそられた僕はフル勃起!彼女はパンストから透けて見えるパンチラで誘惑しチ●ポをパンストずらして挿入させてくれました 2（12月11日、ラハイナ東海）
- 中出し10連発 友田彩也香（12月11日、Million）
- 超進化 ミリオン専属 友田彩也香 8時間BEST（12月11日、Million）※単体ベスト
- 「えっワタシなんでこんなに濡れちゃうの?」絶対ありえない若い娘に突然レズられちゃうノンケな美魔女!戸惑いながらもオマ●コ舐められたらその気になっちゃう!! 2 北条麻妃 友田彩也香（12月25日、なでしこ）

- 全部丸見え! 超肉眼中出しエロティシズム 友田彩也香（1月8日、Million）
- ようこそ! キモメンハウスへ 友田彩也香（2月12日、Million）
- 夫の下へ届く凌辱される妻の姿　緊縛人妻の脅迫監禁ビデオ 友田彩也香（3月11日、Million）
- 萌えコスセブン 友田彩也香（4月8日、Million）
- 中出し女肉便器 友田彩也香（5月13日、Million）
- 「エロサービス満点の接客致します!!」目標売上金額100万円!!友田彩也香がセルショップ1日店長就任!!（6月10日、Million）
- 凌辱レイプファン感謝祭 友田彩也香（7月8日、Million）
- 徹底検証!! AV女優友田彩也香は逆ナンした素人男性をその超絶テクニックで1日何人抜けるのか??（8月12日、Million）
- 緊縛調教ドキュメント 友田彩也香（9月9日、Million）
- 大量顔射20連発 友田彩也香（10月14日、Million）
- 突撃!! 友田彩也香の自宅に訪問して緊急撮影　無茶ぶりエロ指令10(ミッションテン)をクリアせよ!!（11月11日、Million）
- 緊縛人体固定拷問 ミリオン卒業凌辱 友田彩也香（12月9日、Million）

- 夫の目の前で犯されて― ターゲット4 友田彩也香（4月25日、アタッカーズ）
- 復讐凌辱 壺に堕とされた女 友田彩也香（5月25日、アタッカーズ）
- 拷問無残 2 友田彩也香（6月19日、アタッカーズ）
- 奴隷ソープに堕とされた人妻 17 友田彩也香（7月25日、アタッカーズ）
- 小悪魔挑発GAL 友田彩也香（8月19日、MARRION）
- シルエット・ロマンス〜アラサー独身女の日常とSEX（9月19日、MARRION）
- 可愛い顔してデカ尻!! 友田彩也香（10月19日、MARRION）
- 舌をネットリ絡ませて 喉奥深くまで吸い込ませていただきます! 究極のチンシャブ&ごっくんで射精の極みを味わえるクリニック 友田彩也香（11月19日、MARRION）
- 卑猥語女 友田彩也香（12月19日、MARRION）

- 腰振りBITCH DANCE & FUCK 友田彩也香（1月19日、MARRION）
- decのコスプレ真っ向勝負! 友田彩也香（2月19日、MARRION）
- せまいところで迫ってくる友田彩也香（3月19日、MARRION）
- 空前絶後のモノ凄いWフェラ 友田彩也香 推川ゆうり（4月19日、MARRION）
- ぬるぬる! 友田彩也香 濃くてネバネバでキモチいい!（5月19日、MARRION）
- パンスト大好き少年 親戚の綺麗なお姉さんの秘蜜の匂い 友田彩也香（6月19日、MARRION）
- 友田彩也香の接吻淫魔（7月19日、MARRION）
- First Contact EROいい女のEROいいSEX 友田彩也香（8月25日、MAX-A）
- 今日、初めて見せます・・。濃密なプライベートSEX 友田彩也香（9月25日、MAX-A）
- 夫のために出来ること…。～上司による寝取られ調教～ 友田彩也香（10月25日、MAX-A）
- 友田彩也香の極上スゴテク童貞筆おろしSEX（11月25日、MAX-A）
- MAX-A専属女優 プレミアムソープランドへようこそ 泡姫桃源郷（12月25日、MAX-A）

- 官能小説 息子の嫁 ～美人妻、淫靡な秘蜜～ 友田彩也香（1月25日、MAX-A）
- セルフプロデュース 私が本当にしたかった脱・AVセックス 友田彩也香（2月25日、MAX-A）
- 淫語痴女クライシス 友田彩也香（3月25日、MAX-A）
- LOVE AIR 結婚して東京に行った元カノが帰省して過ごした4日間 友田彩也香（4月25日、MAX-A）
- 文系お姉さんの誘惑課外授業 友田彩也香（5月25日、MAX-A）
- 義兄に内緒でツンデレ姉貴と一週間のイチャイチャ同居性活 友田彩也香（6月25日、MAX-A）
- 濃交 友田彩也香の真正中出しSPECIAL（7月25日、MAX-A)
- 120分ノンストップ連続100イキSEX 友田彩也香（8月25日、MAX-A）
- 変態娘男狩り 発情痴女 友田彩也香（9月25日、MAX-A）
- 10周年記念作品 ハメ撮り、痴女、デカチン、放尿、中出し、レ〇プ、4P、緊縛、潮吹き、濃交、本気セックス10本番 友田彩也香（10月25日、MAX-A）
- 限界突破中出しイキ狂いSPECIAL 友田彩也香（11月25日、MAX-A）
- 友田彩也香 マックスエー全作品コンプリートBEST4時間（12月25日、MAX-A）※単体ベスト

- 無鉄砲テレビディレクター vs 友田彩也香 AVぶった斬りSHOW 4days（1月23日、FALENO）[注 1]
- 新年会NTR 仕事先の最低で絶倫な上司に堕ちた僕の妻 友田彩也香（2月6日、FALENO）※先行配信版は2020年1月17日 (vol.1)、1月31日(vol.2)に配信開始[46][47]。
- AV女優 History the 友田彩也香（3月12日、FALENO）※先行配信版は2020年2月9日 (vol.1)、2月16日 (vol.2)に配信開始[48][49]。
- もうイッてるのに腰フリ止まらないってば～ 騎乗位で逆追撃ピストンしちゃう杭打ちお姉さん 友田彩也香（4月23日、FALENO）※先行配信版は3月15日 (vol.1)、3月29日 (vol.2)に配信開始[50][51]。
- 頼む… 妊娠して… くれっ…! 1泊2日の温泉孕ませチャレンジツアー♡ 友田彩也香（5月8日、FALENO）※先行配信版は4月12日（前編）、4月26日（後編）に配信開始[52][53]。
- ピンサロで男潮を吹かせてトラブルになりました…（6月11日、FALENO）※先行配信版は5月10日 (vol.1)、5月24日 (vol.2)に配信開始。
- 突然濡れて… ぐしょ透け姿と素顔を晒して犯され続けた人妻 友田彩也香（7月9日、FALENO）※先行配信版は6月7日 (vol.1)、6月21日(vol.2)配信開始。
- KiSSMANiA 湿度100%の接吻性交 友田彩也香（8月27日、FALENO）※先行配信版は7月21日(vol.1)、7月28日(vol.2)に配信開始。
- 至高のオナニーのために完全主観アナタのオナニーを極上サポート 友田彩也香（9月24日、FALENO）※先行配信版は8月11日(vol.1)、8月25日(vol.2)に配信開始。
- 超高級メンズエステFALENO 只今本番キャンペーン実施中! 友田彩也香（10月22日、FALENO）※先行配信版は9月11日(vol.1)、9月25日(vol.2)に配信開始。
- ザーメン好きな変態精飲女教師 特濃ゴックン授業 友田彩也香（11月12日、FALENO）※先行配信版は10月7日(vol.1)、10月21日(vol.2)に配信開始。
- 消されたワタシ 変態男に監禁されて性奴隷化した美人OL 友田彩也香（12月10日、FALENO）※先行配信版は11月5日(vol.1)、11月19日(vol.2)に配信開始。

- HIPPOP 尻フェチ至上主義 友田彩也香（1月8日、FALENO）※先行配信版は2020年12月4日(vol.1)、12月18日(vol.2)に配信開始。
- 求め合う生殖体 本能セックス 完全ノーカット収録 友田彩也香（2月11日、FALENO）※先行配信版は1月8日(vol.1)、1月22日(vol.2)に配信開始。
- 友田彩也香 FALENO 初BEST8時間 超誘発ザーメン抜きまくり40発!!+未公開ハメ撮りで魅せるリアルSEX（2月25日、FALENO）※単体ベスト、先行配信版は1月30日配信開始。
- お漏らし看護婦長はGokkun痴女 友田彩也香（3月11日、FALENO）※先行配信版は2月8日(vol.1)、2月22日(vol.2)に配信開始。
- 性欲が強すぎて 夫婦円満なのに不貞行為しまくる美人妻 友田彩也香（4月8日、DAHLIA）※先行配信版は3月8日に配信開始。
- 義母愛子 毎日僕を欲しがる絶倫ママハハ・ブギ 友田彩也香（5月20日、DAHLIA）※先行配信版は4月15日配信開始。
- 美人保険外交員の枕営業 成約率100％のマル秘テクニック 友田彩也香（6月10日、DAHLIA）※先行配信版は5月13日に配信開始。
- 錦糸町の嬢王 夜の蝶ごっくん中出し性接客 友田彩也香（7月8日、DAHLIA）※先行配信版は6月15日に配信開始。
- 形勢大逆転! 憂さ晴らしにデリヘル呼んだらムカつく女上司だった。友田彩也香（8月12日、DAHLIA）※先行配信版は7月15日に配信開始。
- あなたにだけは知られたくない… ラブラブな笑顔でお姉ちゃんが結婚報告に来たその日、妹の私は義兄になったばかりの男に襲われました。友田彩也香（9月9日、DAHLIA）※先行配信版は8月16日配信開始。
- 毎晩お義父さんに中出しされています。友田彩也香（10月7日、DAHLIA）※先行配信版は9月15日配信開始。
- 焦らし寸止め地獄1000回イッても挿入寸止め2日間おあずけ後の究極SEX 友田彩也香（11月11日、DAHLIA）※先行配信版は10月12日配信開始。
- 100発ザーメン搾り獲るまで出られない家からの脱出 友田彩也香（12月9日、DAHLIA）※先行配信版は11月8日配信開始。

- 僕はギャル好き陰キャ童貞。盗撮で脅迫し兄貴の彼女を調教中。友田彩也香（1月13日、DAHLIA）※先行配信版は2021年12月5日配信開始。
- 息子の射精が変なんです… お漏らしザーメン母子相姦 友田彩也香（2月10日、DAHLIA）※先行配信版は1月10日配信開始。
- 女教師肛門視姦 ～生徒に毎日アナルハラスメントされ続けています～ 友田彩也香（3月10日、DAHLIA）※先行配信版は2月13日配信開始。
- 人妻あやかの告白 野獣に凌辱を受け種付けされた私は… 友田彩也香（4月7日、DAHLIA）※先行配信版は3月13日配信開始。
- 職場で働く女に欲情する 彩也香は制服のまま凌辱された… 友田彩也香（5月12日、DAHLIA）※先行配信版は4月10日配信開始。
- あやか、体液まみれ あってはならない娘と父の交歓 友田彩也香（6月9日、DAHLIA）※先行配信版は5月12日配信開始。
- 俺のあやか 独り占め! 友田彩也香（7月7日、DAHLIA）※先行配信版は6月9日配信開始。
- 異常宿泊客に職場睡眠姦 その後も家宅侵入盗撮され続けた宿泊清掃サービスの妻 278時間の記録 友田彩也香（8月11日、DAHLIA）※先行配信版は7月11日配信開始。
- クソ生意気な息子の同級生たちに何度も犯され殺したいほど憎いのに相性抜群すぎて下品イキする母 友田彩也香（9月8日、DAHLIA）※先行配信版は8月8日配信開始。
- 洗脳催淫 敏腕女社長が人格ごと催眠に侵略されていく… 友田彩也香（10月6日、DAHLIA）※先行配信版は9月6日配信開始。

- きっと妻はいつもの時間に… 絶倫間男たちに呼び出され生中出し3Pされた一部始終を私に報告してくれる最高の鬱勃起妻です 友田彩也香（1月26日、DAHLIA）※先行配信版は2022年12月28日配信開始。
- 就業時間中に溜め込んだ性欲を社内で発散しはじめたOLの残業露出 友田彩也香（2月23日、DAHLIA）※先行配信版は1月24日配信開始。
- 法事で帰省した妻がデカチン自慢の実兄たちに巨根穴兄弟4P輪姦されてしまいゲス勃起が収まりません…友田彩也香（3月23日、DAHLIA）※先行配信版は2月23日配信開始。
- 10年ぶりに会ったギャル従妹の抜きテクに我慢できず三日三晩で11発も射精させられた子供部屋 童貞おじさんの僕 友田彩也香（4月20日、DAHLIA）※先行配信版は4月5日配信開始。
- 古民家エステNTR品性下劣な醜悪男の肉棒の虜になってしまった旦那思いの人妻エステティシャン 友田彩也香（5月25日、DAHLIA）※先行配信版は4月26日配信開始。
- 合算9発抜き!! 出張先で軽蔑している年下セクハラ上司と相部屋に… 朝まで続く絶倫性交で不覚にも感じてしまい中出しされた私は… 友田彩也香（6月22日、DAHLIA）※先行配信版は5月31日配信開始。
- 社員旅行でセクハラな宴会出し物をやらされたあげく発情した変態上司に中出しされ続け身籠った婚約者 友田彩也香（7月20日、DAHLIA）※先行配信版は6月30日配信開始[54]。
- ご奉仕大好きな舐め犬君私をクンニだけで満足させたら専属M男ペットにしてあげる 友田彩也香（8月24日、DAHLIA）※先行配信版は7月21日配信開始[55]。
- 悪ガキ達の巣に媚薬堕ちした美人教師 友田彩也香（9月21日、DAHLIA）※先行配信版は8月23日配信開始。
- 切り裂き痴漢 ボロボロにされて快感が忘れられないー 友田彩也香（10月26日、DAHLIA）※先行配信版は9月30日配信開始。
- 元ヤリマンギャルの義母に全裸で童貞卒業をお願いしたら…都合の良い肉オナホ（彩也香）が出来た 友田彩也香（11月23日、DAHLIA）※先行配信版は10月20日配信開始。
- 絶倫の童貞大学生宅にコンドームを一つだけ渡された友田彩也香が一泊したら… 友田彩也香（12月21日、DAHLIA）※先行配信版は11月20日配信開始。

- 「彼氏にプロポーズされたから…」 相性抜群のセフレとラスト一回が最高すぎて朝まで何度もヤリまくった。 友田彩也香（1月25日、DAHLIA）※先行配信版は2023年12月27日配信開始。
- 一ヶ月禁欲させた友田彩也香を温泉旅行で性欲爆発ガチハメドキュメント 友田彩也香（2月22日、DAHLIA）※先行配信版は1月24日配信開始。
- 【女性向けの射精講座】の技術講師である彼女の姉・彩也香さんに急遽男性モデルを頼まれた僕は、目隠しチ○ポを凄テクで弄ばれ何度もHow to失敗連続射精してしまった…! 友田彩也香（2月27日、グローリークエスト）
- パンスト妄想脚 友田彩也香（2月27日、ミル）
- ヤリマンワゴンが行く!! ハプニング ア ゴーゴー!! 友田彩也香とリズの珍道中 神回御免! マラ喰いヌキ尽くしの究極ドエロクエスト! 渇く暇もないオトナの六本木ドライブ編（3月5日、桃太郎映像出版）
- シロウト観察 モニタリング 先制攻撃! ヌキ尽くしスペシャル!! ナマ姦公共セックス DVD販売店編 & W潮吹きスペクタクル DVD鑑賞店編 友田彩也香（4月2日、桃太郎映像出版）
- 完全プライベート映像 美しすぎて美しすぎる奇跡の専属明け美女・友田彩也香ちゃんと初めての二人きりお泊まり（4月2日、パコパコ団とゆかいな仲間たち/妄想族）
- 一度だけなら許されたい! 不貞行為を自ら望んで応募してきた 美人ヤリ妻のイケない完堕ち性交 友田彩也香（4月12日、ホットエンターテイメント）
- のぞき見人妻レズビアン ～白昼オナニー妻に誘われるご近所ビアン～ 友田彩也香 咲野瑞希（4月16日、U&K）
- 離婚して部屋にひきこもりのプヲタ喪女おばさんが甥っ子童貞ち○ぽに欲情し1・2・3・ダァーの種絞り騎乗位で毎日抜いてくる件 友田彩也香（4月18日、センタービレッジ/桃園）
- 黙ってエグい尻突き出してチ〇ポでヒィーヒィー言っとけ たっまんねぇブリブリ下品なケツしてっから俺に犯されるんだよ 同窓会で久しぶりに会った友達に酔った私は姦通されて… 友田彩也香（4月23日、ダスッ!）
- マジックミラー号 優しい子持ちのママにこっそりデカチンを見せつけて素股で擦りつけて育児でレス気味の欲求不満オ○ンコに旦那の目の前でヌルっと生挿入 産後の柔らかい膣穴が気持ち良すぎて中出し不倫SEX 8名収録6時間半SP!（4月25日、SODクリエイト）
- キュートな彼女と1日SEXデート 友田彩也香（4月26日、h.m.p）
- 「愛し合う夫婦が残したいメモリアルヌードフォト」と題された雑誌の特集だと妻を騙し、絶倫チ○ポ男と素肌密着偽撮影会で寝取られ検証!! VOL.3 旦那よりも若くてカチカチに反り返ったチ○ポがマ○コまで1cmに超接近して奥さん急激欲情!? 旦那が近くにいるにも関わらず生中出し!! 15発（4月26日、赤面女子）
- 可愛い顔してデカ尻!! 2 友田彩也香（5月7日、MARRION）
- はだかの家政婦 全裸家政婦紹介所 友田彩也香（5月5日、プラネットプラス/裸婦趣向）
- 僕のオナ禁を知った彼女の姉・彩也香さんに、射精禁止の焦らし見つめフェラチオで何度も暴発【台無し射精】からのごっくんでマッチポンプ射精管理され続けた5日間 友田彩也香（5月14日、グローリークエスト）
- 彼女に内緒で彼女の母ともヤってます… 友田彩也香（5月14日、JET映像）
- セックスレス美人妻にチ●ポ与えてみたら… 眠ってたドスケベ発動ハメ潮吹き散らしアクメ 友田彩也香（5月21日、あたご屋/エマニエル）
- デカ尻レズビアン ～お尻丸見え!! エロショーパンで挑発～（6月4日、U&K）
- 変態レズ歯科医にとんでもないベロ責めで口内開発されイキまくる敏感女2 皆月ひかる 友田彩也香（6月6日、電脳ラスプーチン）
- 女のイキツボ直撃レズエステ8 乳首いじりとこねくり責めで拒絶しながらも絶頂をくり返す未開発のカラダ（6月6日、ナチュラルハイ）
- 「今日もずっと貪り合いたいの…」 没頭唾液接吻レズビアン 日向ひかげ 友田彩也香（6月11日、ビビアン）
- 性格SSSプレミア美女・友田彩也香ちゃんとスイートルームでイチャラブNIGHT（6月20日、月刊彼女）
- 藤野つかさ レズ解禁 ～奥様たちの秘密の近所付き合い～ 藤野つかさ 友田彩也香（6月20日、アイエナジー）
- ～幸せの近親相姦～ わたしは家族みんなの性処理係 2 友田彩也香（6月25日、セレブの友）
- 「脱いでくれたら入会するよ。」 マルチ勧誘の女ホテルに連れ込んで生ハメカウンター喰らわせてヤッた 。（7月2日、ナンパJAPAN）※「勧誘人妻 あやか」名義
- たった7時間2人っきりにしてみたら…結果、10発セックスしてました。 友田彩也香（7月5日、ドリームチケット）
- 発情母 友田彩也香（7月5日、プラネットプラス/七狗留）
- 欲求不満でオナニー狂いのド助平妻と旦那に内緒で子作り中出し交尾 友田彩也香（7月12日、人妻花園劇場）
- 人妻とその彼女 ～夫の前では貞淑な妻が白昼自宅で不倫レズSEX～ 友田彩也香 新村あかり（7月16日、U&K）
- 媚薬事件簿 美女たちが媚薬に翻弄された歴史的3大事件をドラマ化!? 完全撮下ろし新作3タイトル収録 水川潤 / 工藤ゆら / 友田彩也香（8月6日、アタッカーズ）
- Red Dragon 友田彩也香（8月13日、ゴールド/妄想族）
- 嫁の母と俺の父 友田彩也香（8月13日、タカラ映像）
- 診察中にフル勃起チ●ポを見せつけられた皮膚科の美人女医 友田彩也香（8月20日、ムラムラ総合病院/妄想族）
- 絶叫オナサポレズ ～女子はみんな使ってる? 通販で買った最新アダルトグッズでイキまくり!!～（8月20日、U&K）
- 美脚セレブ淑女 キモ変態オヤジと羞恥心煽られるパンストプレイでトロけ顔イキ堕ち! 友田彩也香（8月31日、オリンポス）
- 緊縛監禁レズ調教 復讐と贖罪のSMレズビアン 篠宮ねね 友田彩也香（9月10日、ビビアン）
- 恥辱、陵辱、とびっこ装着・繁華街デート! 25 友田彩也香（10月8日、セレブの友）
- 【極画質】「制服・下着・全裸」でおもてなし またがりオマ○コ航空17 キツマン便 友田彩也香 流川莉央 末広純 永瀬かれん（10月10日、SODクリエイト）
- 人妻の花びらめくり 友田彩也香（10月15日、人妻援護会/エマニエル）
- アナルのシワの数までハッキリわかる! 人妻ノーモザイク連続絶頂アナル見せオナニー（11月21日、アイエナジー）
- WNTR 不倫の虜 汗と体液と濃厚性交 × 4（11月22日、h.m.p）
- アナルで発情! ～本能で感じる! 美女があえぎ狂う快感レズビアン～ 4（野外露出編） 友田彩也香 水川潤（11月26日、セレブの友）
- 素人おま○こくぱぁ観察 5 -人妻編-輝くビラビラが透けて見えそうなほど4Kカメラ超接写至近距離で照れイキオナニー30ま○こ295分（11月26日、S級素人）
- あなた、許して…。 仕組まれた出会い 友田彩也香（12月3日、アタッカーズ）
- いちゃラブ密着特濃せっくちゅ 憧れの友田彩也香を独占した一夜。（12月3日、桃太郎映像出版）
- 同期の嫁さん 友田彩也香（12月3日、熟女大学/熟女卍）
- 推しの接吻は見てられない! 友田彩也香（12月26日、RADIX）

- 「制服・下着・全裸」でおもてなし またがりオマ○コ航空 SOD女子社員 本多そらビジネスマナー講習便（1月9日、SODクリエイト）
- 十川ありさ レズ解禁 ママ友と禁断の愛人契約 奥様同士のドM懇願レズ調教 十川ありさ 友田彩也香（1月14日、ビビアン）
- ケツ穴のシワまで丸見えにして、アナタだけに見せつけるオナニーで激イキする15人の女たち! vol.4（1月14日、セレブの友）
- よだれ & キスに溺れるレズビアンオナニーであなたを誘惑・挑発する8組16人の女たち（1月28日、セレブの友）
- 不倫レズ ～性欲処理レズビアン飼育～ 友田彩也香 水川潤（2月4日、U&K）
- 【コンプラ違反】 生保レディの人妻を枕営業SEX交渉で口説いて濡らしてずっぽりハメたナマナマしすぎる一部始終 【告発10カメ盗撮】 ①緑●丘営業所エリア担当 トモダさん【既婚】（2月18日、カルマ）
- 美女たちの足裏をふやけるまで舐めたい! ハイレグレオタード編（2月20日、RADIX）
- 「友田彩也香」を本気で酔わせたら～性欲暴走リアルSEXドキュメント（3月11日、セレブの友）
- チ〇ポ大好きビッチママのお手コキフォーティーエイト 友田彩也香（3月18日、ドグマ）
- 超絶丁寧に舐め上げ口内発射で搾り取る! THEごっくんフェラ（4月1日、MAX-A）
- レズ責めM性感 ～レズテクに堕ちる欲求不満の女たち～（4月15日、U&K）
- もしもレジェンド女優がレズビアンになったら 240分（4月29日、オリンポス）
- 人妻不倫快楽漬け!! キメセク中出し性交 本能剥き出し愛液駄々洩れで肉便器と化した人妻の姿 12名5時間（5月9日、ホットエンターテイメント）
- 実は（偽）母のレズ性癖に狂わされ堕ちた私。大量唾液に溺れ・イキ悶え大絶頂を繰り返す絶倫永久機関。 友田彩也香 白石もも（5月13日、ビビアン）[56]
- 彼女にするには荷が重い。友達だったら損した気分。セフレにできたら勝ち確。長すぎるお掃除フェラと生チ○ポでグラインド騎乗位を好むセックスの天才 男ウケに全振りした色気丸出しハイスペック敏感美女 福岡アリス 爆誕（5月13日、KNIP）※「福岡アリス」名義
- いじわるご奉仕 癒しの巨尻ソープ嬢 友田彩也香（5月20日、MARRION）
- 玉砕スケバンあやか36歳 友田彩也香（5月22日、センタービレッジ/桃色吐息）
- 新撮接写アングル 極-kiwame- 中出し騎乗位 腰使いを極めたエロ女子新作150分! PART2（7月1日、MAX-A）
- 営業中の居酒屋でレズ店員にベロベロにさせられてこっそり手マンでお漏らしイキしまくる敏感女 2（7月10日、ナチュラルハイ）
- 絶対的ハイレグQueen’s II（7月15日、ミル）
- 子持ちのおばさんだけどおち〇ぽ欲しいの アヤさん (40歳)（8月7日、コスモス映像）※「アヤさん（40歳）」名義
- 抜かずに連射で膣内シェイク!! まんキャパオーバー無制限中出し 友田彩也香（8月12日、ボニータ/妄想族）
- ビアンマネージャーと現役アイドル、白日に晒されたレズビアンスキャンダル。 西元めいさ 友田彩也香（8月19日、溜池ゴロー）
- 究極のオナサポ! 主観命令オナニー! Vol.2 エロい身体で最高の射精に誘う厳選人気美女優15人!（8月26日、セレブの友）

### アダルトVR
- VRコキコキ手コキフェラ「じっと見つめて手でいっぱいしてあげる」（11月10日、KMPVR）
- VRオナニー ともちんのグッチョリおま●こ丸見え「私が本気イキするとこじっくり見ててね」（11月10日、KMPVR）
- いやらしいVRフェラ あなたのチ●ポをねっとりジュボジュボペロペロ（11月10日、KMPVR）
- 友田彩也香とふたりっきり密着ラブラブVRセックス「ともちんと超気持ちいいエッチいっぱいしよっ!!」（11月10日、KMPVR）
- 佐倉絆 & 友田彩也香共演 VRダブル潮吹き見せつけオナニー!!（11月10日、KMPVR）
- 佐倉絆 & 友田彩也香 VRダブルフェラ 「2人でいっぱい舐めてあげるから我慢してネ!! まだイッちゃダメ!!」（11月10日、KMPVR）

- マリオン専属VR 超至近距離でスローテンポ腰振りエロダンス & JOI 友田彩也香（4月27日、MARRION）
- マリオン専属VR オナ禁が解けた僕に看護師が溜まった精子を優しく手コキ & 生中出し発射 友田彩也香（4月27日、MARRION）
- マリオン専属VR クラスの男子の間で噂の保健の先生は僕の全身を舐め回すドスケベな痴女だった 友田彩也香（6月8日、MARRION）
- マリオン専属VR 僕と女教師彩也香は実は付き合ってる!? 教室で隠れてイチャラブ密着乳首愛セックス 友田彩也香（6月29日、MARRION）
- 高画質 友田彩也香 ボクのチンチンを欲しがる友田彩也香に2発連続中出し! 絶妙な腰の動きに即ノックアウト!（10月15日、MAX-A）
- 高画質 友田彩也香 童貞のボクを誘惑して来た人妻。まさかの展開にビックリしつつもどっぷり中出し（12月20日、MAX-A）※「VR-1グランプリ2018」エントリー作品。

- 高画質 友田彩也香 仕事のストレスをボクにイタズラすることで発散して、中出しまで要求して来るエロ姉（2月8日、MAX-A）
- HQ 60fps 友田彩也香 媚薬で火照りが治まらなくなった美人ナースがボクのチ●コで性欲解消!?（3月4日、MAX-A）
- HQ 60fps 友田彩也香が挑発隠語でJOIとSEX指導! 連続で4回も発射させられたボク（5月1日、MAX-A）
- HQ 60fps 社長秘書の友田彩也香が悩殺! 変態社長に社長室で過剰サービス!! 超接写でガン見過激プレイ!!（11月6日、MAX-A）

- HQ60fps 友田彩也香コンプリートBEST141分（4月15日、MAX-A）※単体ベスト

- HQ 60fps 友田彩也香6作品完全収録560分!（10月18日、MAX-A）※単体ベスト

- 【8K超・超高画質VR】下着泥棒レ×プ犯を成敗! 犯してきた男を捕まえ【淫語・寸止め焦らし・凄テク責め】で痴女責め連発! 肉棒を苛め抜き 【口内射精・胸射・手コキ・足コキ・素股・パイズリ挟射・男潮2発・中出し4発】金玉カラになるまで一滴残らず精液搾取! 友田彩也香（2月24日、こあらVR）
- 【8K VR】精子バンク医療センター 友田彩也香（2月24日、unfinished）
- 「AVがうるさい!」と苦情を言って来た美巨乳美脚エロBODYの隣人に理性崩壊! 強引にフェラ抜き＆生ハメ中出しするとキレた隣人によってまさかの逆レ×プ! 【寸止め・淫語・言葉責め】をしてくる隣人痴女を凄テクと生ハメで【お漏らし & 潮吹きイキ】させまくり 【口内射精・尻コキ・狭射・中出し5発・顔射】 隣人騒音トラブル中出しFUCK  友田彩也香（3月2日、こあらVR）
- フェラチオ顔でシコシコしてね（3月2日、KMPVR）
- これぞ8K! 顔面特化アングルVR ～顔面最強のキャバ嬢に痴女られる～ 友田彩也香（3月3日、KMPVR）
- シンプルにヌケるが一番! 誘惑のボディーパーツを見抜けるVR。変態痴女編!（3月15日、MILU VR）
- 天井特化アングルVR ～えっちな保健の先生～ 友田彩也香（3月17日、KMPVR）
- 【美彩8K】幾度も蘇る最高の美貌とベロテクで男をイカせる昇天全身リップヘルス 友田彩也香（3月29日、KMPVR-bibi-）
- 卑猥に熟れたカラダ、抜け出せない寸止めのループ。射精を懇願する男を見て興奮する人妻の逆レ×プ不倫 友田彩也香（4月13日、KMPVR-彩-）
- 僕のデカチンを狙うランジェリー人妻!! 旦那とのセックスレスが原因で欲求不満なお隣さんたちと嫁の不在中にハーレム中出し不倫 友田彩也香 大槻ひびき 波多野結衣（7月22日、SODクリエイト）
- 【KMPVRー彩ー7周年記念8K特別版】招待された秘密クラブは欲求不満のお姉さま方が集う憩いの場。僕のチ〇ポを奪い合う会員制ハーレムBAR 大槻ひびき 森沢かな 新井リマ 友田彩也香（9月6日、KMPVR-彩-）

- 母校で女教師になっていた元カノと10年ぶりの再会 お互い不器用なボクたちはまた惹かれ合い、暗闇の教室で人生最後のセックスをした。 友田彩也香（2月27日、SODクリエイト）
- 超パワハラ! プライドの高い下着デザイナーを脅し続ける屈辱SEX 友田彩也香（3月1日、MAX-A）
- ウェアラブル × ゲリラ豪雨 「部下のくせに生意気なのよ…」 厳しい女上司と少し遠い外回り先でずぶ濡れW不倫 生意気なボクに女上司がちょっとだけ心を開き始まったゲリラ・カー・セックス 友田彩也香（3月27日、SODクリエイト）

### 女性向けアダルトビデオ
- ONE NIGHT LUV 月野帯人（2012年2月9日、SILK LABO）
- Love Switch another stories（2012年11月8日、SILK LABO）
- Filled with you 一徹（2013年4月11日、SILK LABO）
- 薔薇の迷宮（2016年7月30日、GIRL'S CH）※配信作品
- SEXY PHOTO メイキング 渡部拓哉 × 友田彩也香（2016年7月30日、GIRL'S CH）※配信作品
- 嘘をついてでも 千歳小梅 友田彩也香（2024年9月18日、SILK LABO）※配信作品
  - オムニバス作品『素直になれない恋人たち 10th season』（2025年6月12日、SILK LABO）にてDVD化。
- 本音は裏アカで―。 東雲怜弥 友田彩也香（2024年10月9日、SILK LABO）※配信作品
  - オムニバス作品『この愛し方しか、知らない。case2』（2025年7月10日、SILK LABO）にてDVD化。

### イメージビデオ
板野美恵 名義
- 完璧すぎる現役読者モデルのファッション雑誌では絶対に見れない痴態 流出覚悟で着エロデビュー（2012年12月25日、ANUZIK）
- 完璧すぎる現役読者モデル ファッション雑誌とは違う淫乱な私を見てください…（2013年1月30日、ANUZIK）

友田彩也香 名義
- 湯けむりおっぱい（2014年10月30日、UGANDA）
- Luxury Nude 艶やかで愛おしいオンナ（2017年2月13日、Precious Beauty）
- Aphrodite（2018年6月1日、ファインピクチャーズ）
- ヘアーヌード ～無修正・美乳Eカップ・エロ可愛い・セクシー女優～（2018年7月26日、スパークビジョン）
- ヴィーナステルメ ～友ちんはセクシー温泉リポーター～（2019年4月26日、オルスタックソフト販売）※Blu-ray同時発売
- 湯けむり女ふたり旅 友田彩也香 若月まりあ（2020年4月28日、オルスタックソフト販売）
- ～EDEN～ 友田彩也香（2024年2月28日、oldman par）※Blu-ray版同時発売。
- Reunion -リユニオン- 友田彩也香（2024年3月21日、マイロール）
- 愛が乱れる日 友田彩也香（2024年8月17日、grace）※Blu-ray版同時発売。

### CD
友田彩也香 名義
- 君と僕（2013年3月15日、Milky Pop Generation、MPCD-15015）[57]

PINKEY 名義
- LOVE BEAT（2012年8月22日、BRW108 RECORDS、BRWS-0001）
- ドキドキDOCKIN'（2013年5月1日、SHINKO MUSIC RECORDS、XQFP-1024）
- Romanticが止まらない（2014年2月5日、SHINKO MUSIC RECORDS、XQFP-1027）

ミリオンガールズZ 名義
- I LOVE MGZ（2015年7月29日、JVCケンウッド・ビクターエンタテインメント）

## 出演

### 映画
- Wild Flower （2011年11月19日公開、監督：青木紀親）
- ハードロマンチッカー （2011年11月26日公開、監督：グ・スーヨン、東映）
- 闇金ウシジマくん（2012年8月25日公開、監督：山口雅俊）
- いんらんな女神たち ―目覚め―（2014年5月16日公開、監督：小山悟（第一話）・永井吾一（第二話）オーピー映画） - 「工藤梓＝南波佐間舞」役（第一話）、「ノノミヤナナコ」（第二話）[58]
- 渇き。（2014年6月27日公開、監督：中島哲也）
- Haru （2014年8月27日、Bridgeworks Entertainment）原題『관계（関係）』
- 背徳の海 情炎に溺れて（2014年9月12日公開、監督：竹洞哲也、オーピー映画） - 「淡路夏陽」役[59]
- 野外乱交 殺したいほど愛してる（2014年12月5日公開、監督：竹洞哲也、オーピー映画）- 「宇都宮亜樹」役[60]
- 艶色女体巡り（2015年、OP PICTURES　監督：竹洞哲也）- 原聡美 役
- 湯けむり温泉芸者 お座敷で枕芸（2015年5月7日公開、監督：竹洞哲也、オーピー映画） - 「田しずく」役[61]
- 恋愛図鑑 フってフラれて、でも濡れて（2015年11月20日公開、監督：竹洞哲也、オーピー映画） - 「原 聡美」役[62]
  - 恋愛図鑑（2017年7月8日、OP PICTURES） - 原聡美 役[63]
- 恋人百景 フラれてフって、また濡れて（2015年12月11日公開、監督：竹洞哲也、オーピー映画）- 「原 聡美」役[64]
- 三條友飲醉走（2016年、香港）
- 別れた女房の恋人（2016年1月28日公開、監督：金田敬）
- 失恋乱交 ツユだく姉妹どんぶり（2016年9月9日、監督：竹洞哲也、オーピー映画） - サナダユキ 役[65]
- SCOOP!（2016年10月1日公開、監督：大根仁）
- 干支天使チアラット（2017年、監督：河崎実）[66] - チアタイガー/虎縞コハク 役
- 女ゆうれい 美乳の怨み（2017年、OP PICTURES　監督：山内大輔）[67]- ミチル 役
- レンタル女子大生 肉欲延滞中（2017年3月17日公開、監督：竹洞哲也、オーピー映画） - 「新倉美和子」役[68]
  - サイコウノバカヤロウ（2017年7月3日、OP PICTURES） - 新倉美和子 役[69]
- 女ゆうれい 美乳の怨み（2017年8月4日公開、監督：山内大輔、オーピー映画）- 「ミチル」役[70]
  - 赤いふうせん（2018年、OP PICTURES）- ミチル 役（「女ゆうれい～」の一般公開用編集作品）
- 人情フェロモン もち肌わしづかみ（2018年6月22日、監督：竹洞哲也、オーピー映画）- 「東仙」役[71]
  - ムーンロードセレナーデ（2018年、OP PICTURES） - 東仙 役（「人情フェロモン～」の一般公開用編集作品）
- 平成風俗史 あの時もキミはエロかった（2019年7月26日、オーピー映画）- 鴨田千景 役[72]
  - 平成風俗史（2019年8月27日、オーピー映画）※一般公開編集版
- 風俗図鑑　ヤレない男たち（2019年8月23日、オーピー映画）- 鴨田千景 役[73]
  - ちゃのまつかのま（2019年8月28日、オーピー映画）- 鴨田千景 役
- 股がり天使 火照りの桃源郷（2022年5月6日、オーピー映画） ‐  かおる 役
- 続・股がり天使 旅立ちの朝勃ち（2022年7月1日、オーピー映画） ‐  かおる 役
- 下ネタトリオ マドンナを狙え（2023年5月26日、オーピー映画）

### Web配信ドラマ
- ふたりエッチ （2011年7月29日配信、監督：高橋巖・廣田幹夫・清水厚、バップ）河田梨香 役※Ustream配信
- 特命係長 只野仁 AbemaTVオリジナル2（2017年 - 2018年、AbemaTV） - 浜岡理恵 役
- はだか拳（2021年8月30日、Xstream46） - ケイ 役[74]
- はだか拳Ω（2021年10月22日、Xstream46） - ケイ 役

### 舞台
- 私立まるまる学園探偵部 みすてりぃ! （2010年4月2日 - 4月4日 ） 西田はるみ 役
- はつかねずみと人間 （2010年4月28日 - 5月5日、ワカサギプロジェクト） メイ 役
- アロハ色のヒーロー （2011年3月1日 - 3月6日、ストレイドック） 主演 八丈友美 役

### オリジナルビデオ
- 池袋ヤンキー戦争（2010年10月15日、監督：城定秀夫、GPミュージアムソフト）
- ギャルアバター（2011年1月21日、監督：能登秀美、GPミュージアムソフト）
- 婚活バトルロワイアル（2011年3月2日、監督：廣田幹夫、アルバトロス）
- ヤンキー女子高生~八王子最強伝説~（2011年4月15日、監督：小南敏也、GPミュージアムソフト）
- デコトラギャル美菜  （2011年5月20日、監督：伊藤一平、GPミュージアムソフト）
- グラドルヒロイン危機一髪!!（R） コスモ闘神伝ギンガイガー  （2011年9月23日、監督：松浦幹三、ZENピクチャーズ）
- コスモ闘神伝ギンガイガー　ダークコマンダー編　EPISODE：01 （2011年10月28日、監督：松浦幹三、ZENピクチャーズ）
- コスモ闘神伝ギンガイガー　ダークコマンダー編　EPISODE：02 （2011年11月11日、監督：松浦幹三、ZENピクチャーズ）
- あぶない女刑事（2013年、監督：青山由美子、シネポップ）
- Sex and the 王手!（2015年12月25日、監督：旭正嗣、シネポップ）小坂香花役
- ダメージングヒロイン05 美聖女戦士セーラーエルメスAQUA （2019年3月8日、監督：吉川徹、ZENピクチャーズ）セーラーエルメスAQUA役

### テレビ
- おとなのびっくりは〜いすくーる（2011年11月、日本海テレビ） - マンスリーゲスト
- おとなの子守唄（2011年11月、2012年4月・11月、サンテレビ） - マンスリーゲスト
- 情熱大陸（2012年9月9日、毎日放送）
- せんべろ女とホルモンおやじ #03 足立区の居酒屋天国・北千住編（2012年9月22日、フジテレビワンツーネクスト）
- コトバの法則（2012年9月26日、日本テレビ）- 麻生希、紗倉まな、純奈かなえ、観月あかねと出演。
- 牙狼-GARO- 〜闇を照らす者〜 第2話（2013年4月12日、テレビ東京）‐ ベットの女
- FNS27時間テレビ（2014年7月26-27日、フジテレビ）
  - さんま・中居の今夜も眠れない
    - 絶対にハニートラップをかけないセクシー女優さんの携帯番号をゲットしよー!のコーナー（27日01時30分-）共演：木村拓哉、榎並大二郎（フジテレビアナウンサー）、初美沙希、さとう遥希、桜井あゆ、古川いおり、水城奈緒、二宮ナナ、有村千佳
- (仮)TV（2015年4月7日-9月29日、TOKYO MX）共演：ジャングルポケット、成瀬心美、星美りか、桜井あゆ、佐倉絆、絢森いちか、水嶋杏樹
- 侵略!ガルパンダZ（2016年4月12日 - 6月28日、TOKYO MX、サンテレビ ）アヤカ役
- 阿部乃ちゃんねる（2017年6月2日、7月2日、エンタ!959）
- ダラケ! 〜お金を払ってでも見たいクイズ〜（2018年12月6日、20日、BSスカパー!）
- 街頭シ●ウト娘ナンパ「アナタのおっぱい見せて下さい！」４時間SP（2019年4月12日、スカパープレミアム・ヌーヴェルパラダイス） - MC[75]
- 架乃ゆらのLOVE昭和（2021年2月26日、エンタ!959）
- 今日のあまつか（2021年4月17日 - 6月16日、エンタ!959）

### ラジオ
- ドクター林の健康げらげらクリニック （2011年7月3日 - 2012年2月、かつしかFM） - アシスタント

### インターネット番組
- トイズハートプレゼンツＢＵＢＫＡ「きのう誰食べた」（2016年1月11日、ニコニコ生放送、USTREAM）※ゲスト出演[76]
- イベルトpresentsナマイベルト第11回生放送（2016年5月24日、ニコニコ生放送）
- トイズハートプレゼンツ「ハートの部屋（仮）」 第９回[77]（2017年7月5日ゲスト出演、ニコニコ生放送）[78]
- MARRIONプレゼンツ 友田彩也香で何しましょうか？(仮題) 〈ゲスト:笠井貴人(AV監督)〉 (2017年9月7日、ニコニコ生放送)
- MARRIONプレゼンツ 友田彩也香で何しましょうか？第2回目 〈ゲスト:dec(コスプレ一本勝負、AV監督)、かさいあみ(AV女優)〉 (2017年10月24日、ニコニコ生放送)
- MARRIONプレゼンツ 友田彩也香で何しましょうか？第3回目 〈ゲスト:あもん(MARRION広報)〉 (2017年11月28日、ニコニコ生放送)
- MARRIONプレゼンツ 友田彩也香で何しましょうか？第4回目 〈ゲスト:あもん(MARRION広報)〉 (2018年1月6日、ニコニコ生放送)
- MARRIONプレゼンツ 友田彩也香で何しましょうか？第5回目 〈ゲスト:dec(コスプレ一本勝負！)〉  (2018年2月5日、ニコニコ生放送)
- グラドルVSセクシー女優！水泳大会2018春（2018年3月23日、AbemaTV AbemaGOLD） - セクシー女優チーム[79]
- MARRIONプレゼンツ 友田彩也香で何しましょうか？第6回目 〈ゲスト:伊藤雅也(AV監督)〉(2018年3月27日、ニコニコ生放送)
- トイズハートプレゼンツ「パリッコの飲み行く！？」（2018年3月28日、Youtube トイズハートチャンネル）＊第６回ゲスト[80][81]
- MARRIONプレゼンツ 友田彩也香で何しましょうか？第7回目〈ゲスト:あもん(MARRION広報)〉(2018年4月21日、ニコニコ生放送)
- MARRIONプレゼンツ 友田彩也香で何しましょうか？第8回目〈ゲスト:石田社長(トイズハート) 二村ヒトシ(AV監督)〉(2018年5月29日、ニコニコ生放送)
- トイズハートプレゼンツ「とりあえずナマで！」（2018年10月9日、Youtube トイズハートチャンネル）＊第６回ゲスト[82][83]
- エロスの晩餐 タベドリ 仕事終わりのAV女優と食事デートをしてみたら…（2018年10月16日、11月6日、AbemaTV）[84]
- トイズハートプレゼンツ「ハートの部屋（仮）」 第４７回[85]（2018年12月16日ゲスト出演、ニコニコ生放送）[86][87][88]
- 極楽とんぼのタイムリミット（2020年2月9日、AbemaTV）[89]
- 聖ファレノ女学院（2020年9月11日 ‐ 、FALENO公式YouTubeチャンネル）
- 友田彩也香で何しましょうか？【番外編】[90]〈ゲスト:いんごま(AVプロデューサー)、いがっし（なんかの精霊）〉（2020年11月19日、ニコニコ生放送）[91]

### ゲーム
- 龍が如く0 誓いの場所（2015年3月12日、セガ）テレクラ嬢・彩也香役
- クリムゾン妖魔大戦X（2022年、DMM GAMES）真宮司ヒカリ役（声の出演）

## 書籍

### 写真集
- Splash Love（2013年8月25日、彩文館出版、撮影：細井智燿）ISBN 978-4-7756-0542-4
- EDEN 友田彩也香写真集（2024年2月24日、ジーウォーク、撮影：天野功）ISBN 978-4-86717-671-9

### デジタル写真集
2017年
- デジグラ・デラックス　友田彩也香 001（9月22日、PAD）
- デジグラ・デラックス　友田彩也香 002（10月6日、PAD）
- デジグラ・デラックス　友田彩也香 003（10月13日、PAD）

2018年
- デジグラ・デラックス　友田彩也香 004（10月12日、PAD）

2021年
- ダリアALLSTARS 花園 週刊ポストデジタル写真集（2月15日、小学館、撮影：熊谷貫）※DAHLIA専属女優による写真集[92]。

2022年
- DokkiriQueen 友田彩也香（11月5日、株式会社TIM）

2023年
- DokkiriQueen 友田彩也香 B（10月14日、株式会社TIM）

2024年
- れいむ 友田彩也香 vol.01～vol.04（3月29日、ジーウォーク、撮影：天野功）
- 友田彩也香写真集『Reunion-リユニオン-』（4月12日、ジーオーティー、撮影：近井沙妃）

2025年
- Matthiola マッティオラ 友田彩也香（4月11日、プレステージ出版、撮影：富田恭透）※【グラビア写真集】と【ヌード写真集】の2種類あり。
- DokkiriQueen 友田彩也香 C（5月1日、シーガル）

### 雑誌
- VIBES 2011年9月号（有限会社 源）- 表紙
- DVD Dream 2011年12月号（三和出版）- 付属DVD「弊社に売り込みに来たアイドルの卵をデジスタ流にプロデュース ヤりに行けるアイドル! 友田彩也香 (23)」
- グラギャルDEEP 2012年6月号（若生出版）- 表紙、巻頭特集「今月のカバーガール」、付属DVD「女子校生×援交REC」
- てぃんくる 2012年12月14号（しょういん）- 表紙、巻頭特集「SOD国民的アイドルユニット全員集合!  　秋元美穂・和希さやか・愛心・大槻ひびき・友田彩也香・朝倉ことみ・七瀬あさ美・琥珀うた・穂積マヤ」
- ExcitingJK STYLE 2013年9月号（インテルフィン）- 表紙、付属DVD「密撮どきゅめんと + 特典映像」（オリジナル撮り下ろし映像）
- プレミア熟女 2015年6月号（インフォメディア）- グラビア・付属DVD「人妻性奴隷  波多野結衣・友田彩也香」
- 週刊実話 2017年2月16日号（日本ジャーナル出版）- グラビア「濡れそぼつ温泉ヌード （彩乃なな、希崎ジェシカ、葵、緒川凛、友田彩也香、西野翔、さくらゆら）」
- 週刊大衆 2017年6月26日号（双葉社） - グラビア「盛夏まで待てない! 最強美乳アイドル大集合 浴衣ヘアヌード祭り  友田彩也香・明日花キララ・天使もえ」
- 週刊大衆 2017年10月16日号（双葉社）- グラビア記事「プロレス観戦入門 （友田彩也香・玉城マイ）」
- 週刊実話 2019年3月28日号（日本ジャーナル出版）- 袋とじ「若月まりあ・友田彩也香  うれし恥ずかし混浴ヘア」
- 週刊実話 2021年3月18日号（日本ジャーナル出版）- 袋とじ「人気AV女優乱れる4本番 （東凛・美乃すずめ・友田彩也香・我妻里帆）」

## 製品

### トレーディングカード
- ジューシーハニー VOL.38（2017年8月26日、ミント）※天使もえ、明日花キララとの連名商品。

### アダルトグッズ
オナホール
- 淫 友田彩也香 ACT48 ともちんホール（2012年6月22日、act-japan）
- 爆乳柳腰双穴再現 友田彩也香（2014年12月11日、日暮里ギフト）
- kmp PREMIUM HOLE 友田彩也香（2015年5月29日、ケイ・エム・プロデュース）
- 鬼フェラホールII 舌技 友田彩也香（2015年8月17日、ケイ・エム・プロデュース）
- 美脚痴女に抜かれたい 友田彩也香 17kg リアルサイズ美脚再現超大型ホール（2015年11月27日、ケイ・エム・プロデュース）
- 極上女器 08 友田彩也香 PREMIUM Edition（2015年11月30日、ケイ・エム・プロデュース）
- JAPANESE REAL HOLE 淫 友田彩也香（2019年11月24日、EXE）
- FALENO star プレミアムホール 友田彩也香（2020年10月16日、ケイ・エム・プロデュース）※FALENOとケイ・エム・プロデュースの共同商品。

ローション
- 友田彩也香 淫臭ローション（2014年12月11日、日暮里ギフト）
- 鬼フェラローション 友田彩也香（2015年11月27日、ケイ・エム・プロデュース）

その他
- 3Dスキャンしてみた 友田彩也香の胸（2016年12月30日、ケイ・エム・プロデュース）※パイズリグッズ
- 3Dスキャンしてみた 友田彩也香の手（2016年12月30日、ケイ・エム・プロデュース）※手コキグッズ

## インタビュー
- 【マリオン専属として再出発！友田彩也香８年目のガチ本音インタビュー!!】「同じ『おちんぼ』でも言い方や声のトーンで変わるんです淫語ってすごく深いんです！」「ガチのＭ男優さんだとテンションが上がります！」前編(2017年11月4日、ＤＭＭ　ＮＥＷＳ．Ｒ１８)[93]
- 【マリオン専属として再出発！友田彩也香８年目のガチ本音インタビュー!!】「痴女物を一本やってみたら、それから痴女物の仕事ばかり来ました」「もし、最初からめっちゃ売れてたらテングになってたでしょうね」後編(2017年11月5日、ＤＭＭ　ＮＥＷＳ．Ｒ１８)[94]
- 友田彩也香をAVプロデューサー淫語魔が語る！(2018年12月30日、FANZAニュース)[95]